# Únor
Únor je podle gregoriánského kalendáře druhý měsíc v roce. Jako nejkratší z měsíců má 28 dní, v přestupném roce 29 dní. Třikrát v historii měl únor i 30 dní. Český název měsíce odvozují jazykovědci od noření se ledových ker do vody (únor = nořiti se). V mnoha jazycích je název měsíce (anglicky February, německy Februar, slovensky Február) odvozen od latinského Februarius, což bylo pojmenování podle očistných svátků februa. Ve starověkém římském náboženství se tyto svátky konaly 15. února.
Měsíc únor stejně jako leden v římském kalendáři zpočátku neexistoval. Kalendář měl 10 měsíců, celkem 304 dny a zima byla považována za období bez měsíců. V roce 713 př. n. l. legendární římský král Numa Pompilius do kalendáře začlenil i leden a únor, takže kalendář zahrnoval celý lunární rok. Únor byl v kalendáři poslední, tedy 12. měsíc v roce. Proto se k němu přidávaly nebo ubíraly dny, které dorovnávaly nepřesnosti ve vztahu k tropickému roku. Při přechodu z římského na juliánský kalendář, respektive z lunisolárního na solární, zavedl v roce 45 př. n. l. Julius Caesar pravidelné přidávání dne jednou za 4 roky. Při přechodu z juliánského na gregoriánský kalendář v roce 1582 se tento systém musel doplnit o další pravidlo. Roky, jejichž letopočet končí dvěma nulami, jsou přestupné pouze v případě, že letopočet je dělitelný číslem 400. Roky 1600, 2000, 2400 jsou tedy přestupné a 1700, 1800, 1900 či 2100 jsou nepřestupné.
Únor začíná vždy stejným dnem v týdnu jako březen a listopad, s výjimkou přestupného roku. Tehdy začíná ve stejný den jako srpen. Únor začíná vždy stejným dnem v týdnu jako předchozí červen. Podle židovského kalendáře připadá únor obvykle na měsíce ševat a adar.
Astrologicky je Slunce asi první dvě třetiny února ve znamení Vodnáře a zbytek měsíce ve znamení Ryb. V astronomických termínech začíná v souhvězdí Kozoroha a končí v souhvězdí Vodnáře. Únor je také jediným měsícem v roce, ve kterém nemusí nastat měsíční fáze úplněk. Naposled se tak stalo v roce 2018 a znovu bude únor bez úplňku v roce 2037. Totéž platí i o novoluní. Naposled únorové novoluní nenastalo v roce 2014 a znovu se to bude opakovat roku 2033.
Během února se na severní polokouli prodlužuje délka dne. Na území České republiky, přesněji na průsečíku 50. rovnoběžky a 15. poledníku, je první únorový den dlouhý okolo 9 hodin a 21 minut. Slunce vychází přibližně v 7.33 a zapadá 16.54 hodin středoevropského času. Poslední den v únoru je delší o hodinu a 35 minut. Slunce vychází okolo 6.45 a zapadá 17.41 hodin.
Podle meteorologických měření v pražském Klementinu byla od 18. století nejvyšší únorová teplota zaznamenána 25. února 1990 (18,5 °C) a nejnižší 11. února 1929 (-27,1 °C). Průměrné únorové teploty se v letech 1961–1990 pohybovaly od 0,3 do 2,1 °C s výjimkou 29. února v přestupných rocích, kdy byly průměrně 3 °C. Z celého území České republiky byla nejvyšší teplota naměřena 27. února 1994 v Českém Krumlově (22 °C) a nejnižší 11. února 1929 v Litvínovicích na Českobudějovicku (-42,2 °C). Byla to také vůbec nejnižší naměřená teplota na území Česka. Nejvíce srážek za den spadlo 3. února 1909 v Bedřichově u Špindlerova Mlýna (112,4 mm).
Teplotní průměr v únorových dnech naměřený v Klementinu v letech 1961–1990:
Při výpočtu úroků podle některých metod se únor bere jako ostatní měsíce, tzn. že má 30 dnů. V roce 1712 měli ve Švédsku v kalendáři 30. únor a 30 dnů měl únor také v sovětském revolučním kalendáři v letech 1929–1940.
Podle února jsou pojmenovány některé události, které se v tomto měsíci odehrály. Ve dnech 22.–25. února 1848 proběhla ve Francii Únorová revoluce, která svrhla  Ludvíka Filipa (tzv. Červencová monarchie) a vyhlásila Druhou republiku. V Rakouském císařství vyhlásil 26. února 1861 ministr Anton von Schmerling Únorovou ústavu, na jejímž základě vznikla konstituční monarchie a Říšská rada. Jiná Únorová revoluce začala 23. února 1917 (juliánského kalendáře) v Rusku, když svrhla cara Mikuláše II. a nastolila prozatímní vládu. Program národnostní politiky, nazvaný také Únorová dohoda, byl soubor opatření československé vlády Milana Hodži, který měl pomoci národnostnímu vyrovnání se sudetskými Němci v oblasti hospodářství a státní správy. V Nizozemsku se 25. a 26. února 1941 okolo 300 000 lidí zapojilo do Únorové stávky na ochranu nizozemských Židů před německou okupační správou. V Československu proběhl 25. února 1948 Únorový puč (dříve nazývaný Vítězný únor) a na 41 let byl nastolen komunistický režim.

## Pranostiky

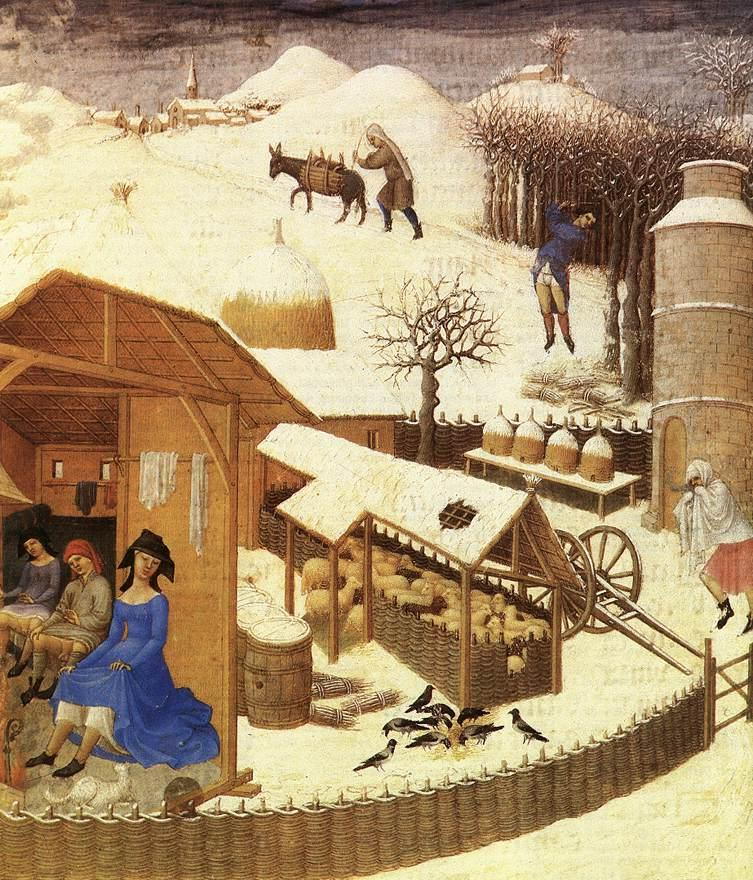
Únor (Přebohaté hodinky vévody z Berry)

K únoru se váže řada pranostik. V následujícím seznamu jsou uvedeny jen ty, které se vážou k celému měsíci únoru. Vynechány jsou pranostiky, které se vážou ke konkrétním únorovým dnům (např. Hromnice, svátek sv. Háty/Agáty nebo sv. Marka).
- Únor bílý – pole sílí.
- Sněhový únor – sílí úhor.
- Únorová voda – pro pole škoda.
- Únor – úmor: kdyby mohl, umořil by v krávě tele a v kobyle hříbě.
- Kdyby měl únor tu moc jako leden, nechal by v krávě zmrznout tele.
- Netrkne-li únor rohem, šlehne ocasem.
- Když v únoru mráz ostro drží, to dlouho již nepodrží.
- Když záhy taje, dlouho neroztaje.
- Když únor vodu spustí, ledem ji březen zahustí.
- Když tě v únoru zašimrá komár za ušima, poběhneš jistě v březnu ke kamnům s ušima.
- Leží-li kočka v únoru na slunci, jistě v březnu poleze za kamna.
- Jestli únor honí mraky, staví březen sněhuláky.
- V únoru sníh a led – v létě nanesou včely med.
- Teplý únor – studené jaro, teplé léto.
- Co si únor zazelená – březen si hájí; co si duben zazelená – květen mu to spálí.
- Mnoho mlh v únoru přivodí mokré léto.
- Když větrové na konec února uhodí, moc obilí se na poli neurodí.
- Jestli únor honí mraky, staví březen sněhuláky.
- V únoru-li vítr neburácí, jistě v dubnu krovy kácí.
- Můžeš-li se v lednu vysléci do košile, připravuj si na únor kožich.
- Je-li v únoru zima a sucho, bývá prý horký srpen.
- V únoru když skřivan zpívá, velká zima potom bývá.
- Když skřivánek v únoru zpívá, brzy se pod nosem slívá.
- Skřivánek-li v únoru zpívat počne, v dubnu jistě umlkne.
- Je-li únor mírný ve své moci, připílí s mrazem březen i v noci.
- Když v únoru mušky lítajú, to v marcu robky v ruce chuchajú.
- Jestli února měsíce jest teplo, nepohrdej hned pící, která ti zůstává, neb s námi ráda zima po Veliké noci zahrává.
- Nechce-li severňák v únoru váti, v dubnu se to musí přec jenom státi.
- V únoru prudký severníček – hojné úrody bývá poslíček.
- Když půlnoční větrové v tomto měsíci silné jsou, bývá dobrá čáka úrody na ovoce; pakli ale ne, tak přicházejí v měsíci dubnu, máji a škodí vínu a stromům.